# 昭慈皇后
昭慈皇后（?—1246年），名脱列哥那，又译朵列格捏，姓乃马真氏，又称乃马真后，是元太宗窝阔台的第六皇后，元定宗贵由的母亲。

## 生平
出生年份没有记载。乃马真氏是乃蛮部远近闻名的美女，原是蔑儿乞部首领脱黑脱阿儿子忽都的妻子，成吉思汗统一蒙古，把她许配给儿子窝阔台。乃马真氏不但美貌绝伦，能力出众，而且长于狐媚之术，窝阔台被她迷得神魂颠倒，对她极为宠愛，先后给窝阔台生下了五个儿子。窝阔台继承汗位之后，將她立为皇后，由于脱列哥那的才艺和相貌，深受窝阔台喜愛，並且她善攻心計，宫中一切由乃马真氏主持，乃马真氏是个精明的女人，但却不是个政治家，她想让自己的长子贵由繼位，但窝阔台更喜欢三子闊出，闊出于1236年战死后，窝阔台有意让阔出之子失烈门继位。窝阔台在1241年12月11日去世后，失烈门年幼，有声望的拔都因与贵由有旧怨，拒绝出席推举大汗的忽里勒台大会，因此乃马真后从1242年春开始临朝称制。
1245年，她命察罕、张柔等将领攻打南宋的淮西、扬州等地。在称制期间，乃马真后逐步提拔支持贵由的势力。1246年8月24日，贵由被推举为大汗，乃马真后还政。同时她命令麻速忽伯格管理河中城市。她于贵由即位数月后去世。
忽必烈至元三年（1266年）十月，仿照汉人制度建成太庙，创制尊谥庙号，在排列祖先的庙室顺序时，为脱列哥那上谥号为昭慈皇后。 

## 纪年
根据《元史·太宗本紀》整理。
昭慈皇后称制时间为1242年春天至1246年农历七月，共五年。
| 元昭慈皇后（称制） | 元年   | 二年   | 三年   | 四年   | 五年   |
| ------------------ | ------ | ------ | ------ | ------ | ------ |
| 公元               | 1242年 | 1243年 | 1244年 | 1245年 | 1246年 |
| 干支               | 壬寅   | 癸卯   | 甲辰   | 乙巳   | 丙午   |

## 影視形象

### 電視劇
- 2013年由中國中央電視台製作，同年播出中國電視劇《建元風雲》，蔡雯艷飾

## 延伸阅读
[在维基数据编辑]
 《元史·卷114》，出自宋濂《元史》
 《新元史/卷104》，出自柯劭忞《新元史》
 在维基共享资源阅览影像